# Brahioradialna mišica
Bráhioradiálna ali nadláktnokožéljnična míšica (latinsko musculus brachioradialis) izvira z lateralnega roba nadlahtnice in se pripenja na lateralni rob distalne epifize koželjnice. Oživčuje jo radialni živec (C5 in C6).
Mišica je fleksor komolčnega sklepa, pri skrajno proniranem podlaktu je supinator, pri skrajno supiniranem pa pronator podlakta do srednjega položaja radioulnarnega sklepa.